# Islands kommuner listade efter area
Detta är en lista över Islands kommuner, listade efter kommunens totala area.
| Nummer | Namn                          | km²  |
| ------ | ----------------------------- | ---- |
| 1      | Fljótsdalshérað               | 8884 |
| 2      | Skaftárhreppur                | 6946 |
| 3      | Sveitarfélagið Hornafjörður   | 6280 |
| 4      | Skútustaðahreppur             | 6036 |
| 5      | Þingeyjarsveit                | 5424 |
| 6      | Sveitarfélagið Skagafjörður   | 4180 |
| 7      | Bláskógabyggð                 | 3300 |
| 8      | Rangárþing ytra               | 3188 |
| 9      | Ásahreppur                    | 2942 |
| 10     | Húnavatnshreppur              | 2705 |
| 11     | Öxarfjarðarhreppur            | 2687 |
| 12     | Húnaþing vestra               | 2506 |
| 13     | Ísafjarðarbær                 | 2379 |
| 14     | Skeiða- og Gnúpverjahreppur   | 2231 |
| 15     | Dalabyggð                     | 2164 |
| 16     | Vopnafjarðarhreppur           | 1903 |
| 17     | Borgarbyggð                   | 1843 |
| 18     | Rangárþing eystra             | 1841 |
| 19     | Eyjafjarðarsveit              | 1775 |
| 20     | Hólmavíkurhreppur             | 1610 |
| 21     | Fljótsdalshreppur             | 1516 |
| 22     | Hvítársíðuhreppur             | 1482 |
| 23     | Hrunamannahreppur             | 1375 |
| 24     | Akrahreppur                   | 1364 |
| 26     | Vesturbyggð                   | 1339 |
| 26     | Borgarfjarðarhreppur          | 1254 |
| 27     | Svalbarðshreppur              | 1155 |
| 28     | Djúpavogshreppur              | 1133 |
| 29     | Áshreppur                     | 1112 |
| 30     | Reykhólahreppur               | 1090 |
| 31     | Grímsnes- og Grafningshreppur | 900  |
| 32     | Hörgárbyggð                   | 805  |
| 33     | Mýrdalshreppur                | 755  |
| 34     | Súðavíkurhreppur              | 749  |
| 35     | Sveitarfélagið Ölfus          | 737  |
| 36     | Kelduneshreppur               | 736  |
| 37     | Þórshafnarhreppur             | 728  |
| 38     | Árneshreppur                  | 707  |
| 39     | Snæfellsbær                   | 684  |
| 40     | Fjarðabyggð                   | 628  |
| 41     | Skeggjastaðahreppur           | 605  |
| 42     | Dalvíkurbyggð                 | 598  |
| 43     | Aðaldælahreppur               | 564  |
| 44     | Bæjarhreppur                  | 513  |
| 45     | Skagabyggð                    | 489  |
| 46     | Breiðdalshreppur              | 452  |
| 47     | Borgarfjarðarhreppur          | 441  |
| 48     | Grýtubakkahreppur             | 432  |
| 49     | Grindavíkurbær                | 425  |
| 50     | Kaldrananeshreppur            | 387  |
| 51     | Eyja- og Miklaholtshreppur    | 383  |
| 52     | Kolbeinsstaðahreppur          | 347  |
| 53     | Broddaneshreppur              | 296  |
| 54     | Kjósarhreppur                 | 284  |
| 55     | Reykjavik                     | 274  |
| 56     | Hvalfjarðarstrandarhreppur    | 270  |
| 57     | Húsavíkurbær                  | 269  |
| 58     | Saurbæjarhreppur              | 257  |
| 59     | Fáskrúðsfjarðarhreppur        | 244  |
| 60     | Helgafellssveit               | 243  |
| 61     | Skorradalshreppur             | 216  |
| 62     | Seyðisfjarðarkaupstaður       | 213  |
| 63     | Ólafsfjarðarkaupstaður        | 209  |
| 64     | Tjörneshreppur                | 199  |
| 65     | Mjóafjarðarhreppur            | 194  |
| 66     | Mosfellsbær                   | 185  |
| 67     | Blönduósbær                   | 183  |
| 68     | Tálknafjarðarhreppur          | 176  |
| 69     | Vatnsleysustrandarhreppur     | 165  |
| 70     | Sveitarfélagið Árborg         | 158  |
| 71     | Siglufjarðarkaupstaður        | 155  |
| 72     | Grundarfjarðarbær             | 148  |
| 73     | Reykjanesbær                  | 145  |
| 74     | Hafnarfjarðarkaupstaður       | 143  |
| 75     | Akureyrarkaupstaður           | 133  |
| 76     | Leirár- og Melahreppur        | 132  |
| 77     | Villingaholtshreppur          | 114  |
| 78     | Bolungarvíkurkaupstaður       | 109  |
| 79     | Austurbyggð                   | 97   |
| 80     | Hraungerðishreppur            | 96   |
| 81     | Arnarneshreppur               | 88   |
| 82     | Kópavogsbær                   | 80   |
| 83     | Gaulverjabæjarhreppur         | 80   |
| 84     | Garðabær                      | 71   |
| 85     | Sandgerðisbær                 | 62   |
| 86     | Skilmannahreppur              | 55   |
| 87     | Svalbarðsstrandarhreppur      | 55   |
| 88     | Höfðahreppur                  | 53   |
| 89     | Raufarhafnarhreppur           | 37   |
| 90     | Innri-Akraneshreppur          | 25   |
| 91     | Sveitarfélagið Garður         | 21   |
| 92     | Vestmannaeyjabær              | 17   |
| 93     | Stykkishólmsbær               | 10   |
| 94     | Hveragerðisbær                | 9    |
| 95     | Akraneskaupstaður             | 9    |
| 96     | Álftanes                      | 5    |
| 98     | Seltjarnarneskaupstaður       | 2    |